# Gorja de Sarakina
La Gorja de Sarakina és una gorja a poca distància terra endins del poble de Mirtos (Myrtos), a la costa sud-est de l'illa de Creta, a uns 15 km de Ieràpetra.
La gorja té aproximadament 1500m de llarg, i una amplada que varia entre 3 i 10 metres. Les parets arriben a 150m d'altura. Hi passa el riu Kriopotamos, que és gairebé sec a l'estiu.
Les entrades a la gorja tant per la part de baix, com per la part de dalt (vora el petit poblet de Mithi) són difícils de trobar perquè no s'han previst accessos per als turistes.